# Alice DeeJay

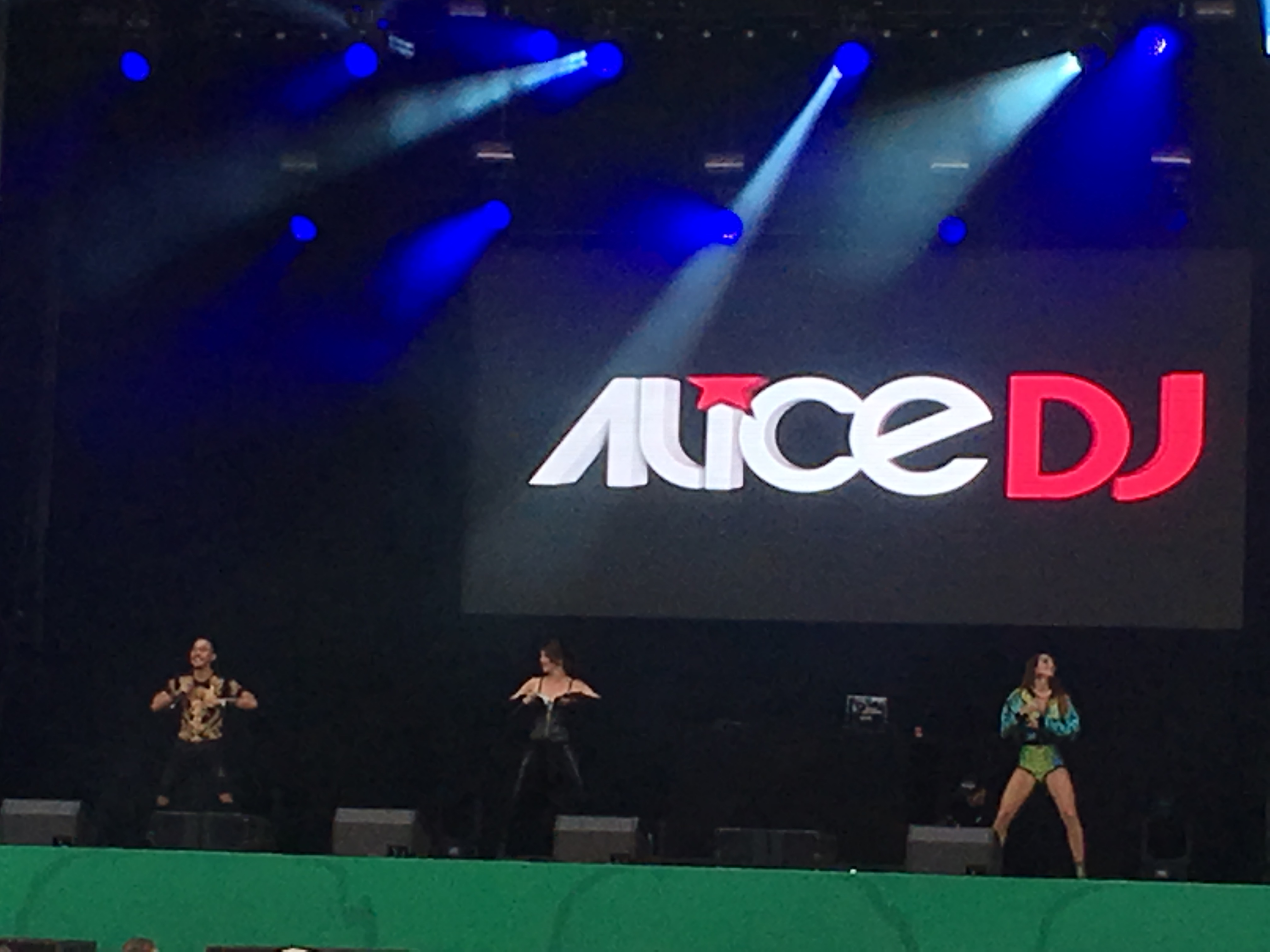
Alice DeeJay auf Lansingerland Live 2018

Alice DeeJay ist eine niederländische Dance-Music-Formation mit der Frontsängerin Judith Anna Pronk (* 8. Dezember 1973), Dance-Music-DJs aus den Niederlanden (Sebastiaan Molijn, Eelke Kalberg) und Jurgen Rijkers, auch bekannt unter dem Künstlernamen „DJ Jurgen“. Weitere Sängerinnen waren Mila Levesque und Angelique Versnel.

## Werdegang
Pronk begann im Alter von sechs Jahren mit Ballettunterricht. Sie machte die Ausbildung zur Ballettlehrerin, führte ihre Karriere dann aber nicht weiter. Mit 18 Jahren begann sie in den Amsterdamer Nachtclubs zu arbeiten.
Das erste und einzige Album der Gruppe, Who Needs Guitars Anyway?, wurde am 28. März 2000 veröffentlicht. Die erste ausgekoppelte Single des Albums Better Off Alone erreichte viele Top-10-Plätze in den europäischen Charts, ebenso die nachfolgenden Singles Back in My Life und Will I Ever.
Nach dem 9. November 2002 hatte die Gruppe keinen öffentlichen Auftritt mehr, sie galt ab diesem Zeitpunkt als aufgelöst.
Seit Herbst 2013 ist die Gruppe mit einem veränderten Line-Up wieder auf Tour, hauptsächlich als 1990er-Revival-Band.

## Diskografie

### Studioalben
| Jahr | Titel                     | Höchstplatzierung, Gesamtwochen, AuszeichnungChartplatzierungen (Jahr, Titel, Platzierungen, Wochen, Auszeichnungen, Anmerkungen) | Höchstplatzierung, Gesamtwochen, AuszeichnungChartplatzierungen (Jahr, Titel, Platzierungen, Wochen, Auszeichnungen, Anmerkungen) | Höchstplatzierung, Gesamtwochen, AuszeichnungChartplatzierungen (Jahr, Titel, Platzierungen, Wochen, Auszeichnungen, Anmerkungen) | Höchstplatzierung, Gesamtwochen, AuszeichnungChartplatzierungen (Jahr, Titel, Platzierungen, Wochen, Auszeichnungen, Anmerkungen) | Höchstplatzierung, Gesamtwochen, AuszeichnungChartplatzierungen (Jahr, Titel, Platzierungen, Wochen, Auszeichnungen, Anmerkungen) | Anmerkungen                                             |
| Jahr | Titel                     | DE | CH | UK | US | NL | Anmerkungen                                             |
| ---- | ------------------------- | --- | --- | --- | --- | --- | ------------------------------------------------------- |
| 2000 | Who Needs Guitars Anyway? | DE28 (6 Wo.)DE | CH12 (10 Wo.)CH | UK8 Gold · (14 Wo.)UK | US76 (26 Wo.)US | NL27 (31 Wo.)NL | Erstveröffentlichung: 28. März 2000 Verkäufe: + 110.000 |

### Singles
| Jahr | Titel Album                                  | Höchstplatzierung, Gesamtwochen, AuszeichnungChartplatzierungen (Jahr, Titel, Album, Platzierungen, Wochen, Auszeichnungen, Anmerkungen) | Höchstplatzierung, Gesamtwochen, AuszeichnungChartplatzierungen (Jahr, Titel, Album, Platzierungen, Wochen, Auszeichnungen, Anmerkungen) | Höchstplatzierung, Gesamtwochen, AuszeichnungChartplatzierungen (Jahr, Titel, Album, Platzierungen, Wochen, Auszeichnungen, Anmerkungen) | Höchstplatzierung, Gesamtwochen, AuszeichnungChartplatzierungen (Jahr, Titel, Album, Platzierungen, Wochen, Auszeichnungen, Anmerkungen) | Höchstplatzierung, Gesamtwochen, AuszeichnungChartplatzierungen (Jahr, Titel, Album, Platzierungen, Wochen, Auszeichnungen, Anmerkungen) | Höchstplatzierung, Gesamtwochen, AuszeichnungChartplatzierungen (Jahr, Titel, Album, Platzierungen, Wochen, Auszeichnungen, Anmerkungen) | Anmerkungen                                                 |
| Jahr | Titel Album                                  | DE | AT | CH | UK | US | NL | Anmerkungen                                                 |
| ---- | -------------------------------------------- | --- | --- | --- | --- | --- | --- | ----------------------------------------------------------- |
| 1999 | Better Off Alone Who Needs Guitars Anyway?   | DE32 (13 Wo.)DE | — | CH28 (19 Wo.)CH | UK2 ×2Doppelplatin · (20 Wo.)UK | US27 (20 Wo.)US | — | Erstveröffentlichung: 4. Juni 1999 Verkäufe: + 1.500.000    |
| 1999 | Back in My Life Who Needs Guitars Anyway?    | DE17 (9 Wo.)DE | AT28 (6 Wo.)AT | CH19 (13 Wo.)CH | UK4 Gold · (17 Wo.)UK | — | NL4 (15 Wo.)NL | Erstveröffentlichung: 15. November 1999 Verkäufe: + 540.000 |
| 2000 | Will I Ever Who Needs Guitars Anyway?        | DE33 (9 Wo.)DE | — | CH25 (9 Wo.)CH | UK7 Silber · (12 Wo.)UK | — | NL8 (10 Wo.)NL | Erstveröffentlichung: 29. Mai 2000 Verkäufe: + 215.000      |
| 2000 | The Lonely One Who Needs Guitars Anyway?     | DE59 (3 Wo.)DE | — | CH72 (5 Wo.)CH | UK16 (7 Wo.)UK | — | NL19 (5 Wo.)NL | Erstveröffentlichung: 25. August 2000                       |
| 2000 | Celebrate Our Love Who Needs Guitars Anyway? | DE71 (4 Wo.)DE | AT71 (2 Wo.)AT | CH85 (3 Wo.)CH | UK17 (4 Wo.)UK | — | NL25 (6 Wo.)NL | Erstveröffentlichung: Dezember 2000                         |

## Auszeichnungen für Musikverkäufe
| Silberne Schallplatte - Frankreich - 2000: für die Single Back In My Life Goldene Schallplatte - Australien - 2000: für die Single Better Off Alone - Dänemark - 2022: für das Album Who Needs Guitars Anyway? - 2025: für die Single Better Off Alone - Frankreich - 1999: für die Single Better Off Alone - Italien - 2023: für die Single Better Off Alone - Norwegen - 2000: für die Single Back In My Life - Schweden - 1999: für die Single Better Off Alone - 2000: für die Single Back In My Life - 2000: für die Single Will I Ever | Platin-Schallplatte - Spanien - 2025: für die Single Better Off Alone |

Anmerkung: Auszeichnungen in Ländern aus den Charttabellen bzw. Chartboxen sind in ebendiesen zu finden.
| Land/RegionAuszeichnungen für Musikverkäufe (Land/Region, Auszeichnungen, Verkäufe, Quellen) | Silber     | Gold       | Platin     | Verkäufe  | Quellen              |
| -------------------------------------------------------------------------------------------- | ---------- | ---------- | ---------- | --------- | -------------------- |
| Australien (ARIA)                                                                            | —          | Gold1      | —          | 35.000    | aria.com.au          |
| Dänemark (IFPI)                                                                              | —          | 2× Gold2   | —          | 55.000    | ifpi.dk              |
| Frankreich (SNEP)                                                                            | Silber1    | Gold1      | —          | 375.000   | infodisc.fr          |
| Italien (FIMI)                                                                               | —          | Gold1      | —          | 50.000    | fimi.it              |
| Norwegen (IFPI)                                                                              | —          | Gold1      | —          | 10.000    | ifpi.no              |
| Schweden (IFPI)                                                                              | —          | 3× Gold3   | —          | 45.000    | sverigetopplistan.se |
| Spanien (Promusicae)                                                                         | —          | —          | Platin1    | 60.000    | elportaldemusica.es  |
| Vereinigtes Königreich (BPI)                                                                 | Silber1    | 2× Gold2   | 2× Platin2 | 1.900.000 | bpi.co.uk            |
| Insgesamt                                                                                    | 2× Silber2 | 11× Gold11 | 3× Platin3 |           |                      |